# Männerquote
Männerquote bezeichnet eine geschlechterbezogene Quotenregelung, die darauf abzielt, einen bestimmten Anteil von Männern bei der Besetzung von Gremien oder Stellen festzuschreiben. Der angestrebte Zweck der Männerquote ist die Gleichstellung von Frauen und Männern in Gesellschaft, Politik, Wirtschaft und Kultur. Der Begriff Männerquote ist in Abgrenzung zur Diskussion um die Frauenquote entstanden und wird häufig kritisch verwendet. Demnach beinhalte die Einführung von paritätisch besetzten Führungspositionen eine implizite Männerquote, die nicht gerechtfertigt sei, da Frauen strukturell benachteiligt seien.
Eine Männerquote wird insbesondere für Berufsfelder diskutiert, in denen der Frauenanteil zahlenmäßig höher ist als der Männeranteil, wie z. B. in den Bereichen Bildung und Pädagogik, Justiz sowie Medizin. Der Begriff wird zudem als politisches Schlagwort benutzt, und die Diskussionen werden mitunter polemisch, sarkastisch oder ironisch geführt.

## Diskussionen um eine Männerquote

### Justiz
Weil der Frauenanteil in der Staatsanwaltschaft Hamburg auf über 60 Prozent gestiegen war, wurden im Jahr 2018 bei Neueinstellungen Männer bevorzugt. Männliche Bewerber wurden daher bei gleicher Eignung, Befähigung und fachlicher Leistung vorrangig berücksichtigt. Die Staatsanwaltschaft Hamburg verwies auf das Hamburgische Gleichstellungsgesetz (§ 5), wonach das unterrepräsentierte Geschlecht zu bevorzugen ist, wenn dessen Anteil auf unter 40 Prozent sinkt. Der Deutsche Juristinnenbund hat dies als verfassungswidrig kritisiert. Das Grundgesetz verbiete es nämlich, das Geschlecht als Anknüpfungspunkt für die Einstellungsentscheidung zu nehmen. Ausnahmen für Frauen seien nur zu rechtfertigen, weil Frauen in Staat und Gesellschaft immer noch strukturell benachteiligt seien, was aber nichts mit einer zahlenmäßigen Unterbesetzung zu tun habe.

### Bildung und Pädagogik
Der Frauenanteil an Lehrkräften ist in der Bundesrepublik Deutschland seit den 1960er Jahren beständig gewachsen, so dass er in den 1990er Jahren insgesamt etwas mehr als die Hälfte und an Grundschulen mehr als 80 Prozent betragen hat. Angesichts dieser Entwicklung wurde eine „Feminisierung des Lehrberufs“ behauptet, die sich nicht nur zahlenmäßig zeige, sondern auch negativ auf die Professionalität auswirke. Im Zuge dieser Diskussion gab es bildungspolitische Überlegungen, wie der Anteil männlicher Lehrkräfte im Grundschullehramt erhöht werden kann.
Die Notwendigkeit einer Männerquote im pädagogischen Bereich ist umstritten. Ein höherer Männeranteil beim Lehrpersonal wird als Lösungsansatz für die Benachteiligung von Jungen in der Schule diskutiert. Gleichzeitig wird der Forschungsstand als lückenhaft und dessen Ergebnisse und Wirkungen als widersprüchlich bezeichnet.
In Italien wurde im Juni 2023 per Erlass eine Bevorzugung von Männern bei gleicher Eignung (ital. „Quota blu“) bei Bewerbungen um Schulleitungen eingeführt. Die Regelung soll in Regionen angewendet werden, in denen die Geschlechterdiskrepanz mehr als 30 Prozent beträgt.

### Medizin
Die Forderung nach einer Männerquote im medizinischen Bereich ist ebenfalls sehr umstritten und stützt sich auf Statistiken, nach denen Abiturientinnen einen besseren Notendurchschnitt erreichen und damit deutlich häufiger zum Medizinstudium zugelassen werden können. Über 60 Prozent der deutschen Studierenden der Allgemeinmedizin sind weiblich. Daher behaupten manche Autoren und Politiker in Deutschland und der Schweiz eine „Feminisierung“ der Medizin, der mit einer Männerquote begegnet werden müsse. Dieser These stehen Forderungen entgegen, eine bessere Vereinbarkeit von Familie und Beruf für Ärztinnen zu schaffen, da Frauen in medizinischen Führungspositionen immer noch unterrepräsentiert sind und weniger Chancen haben, Facharztausbildungen zu absolvieren.